# Akhakgwebeom

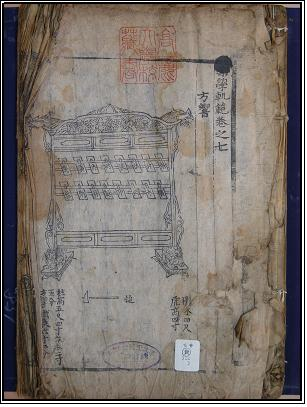
L'instrument coreà Bang-jyang representat en l'Akhak.

L'Akhak gwebeom (traduït del hangul: Cànon Musical) és un tractat de nou volums sobre música, escrit en el segle XV durant la dinastia Joseon de Corea. Està escrit a mà en hanja i descriu detalladament la majoria d'instruments musicals coreans d'aquell moment, i hi inclou digitació. El llibre descriu molts aspectes de la societat, des de l'art i vestits fins a la literatura de Joseon, i constitueix una font de gran ajuda per a conèixer la història coreana.
Començà a redactar-se sota ordre del rei Seongjong de Joseon i va implicar molts erudits, com ara Seong hyeon, Yu Ja-gwang, Park gon i Sin Mal-piong. Com que Joseon era un regne regit pel confucianisme, l'ordre ritual hi era molt important. Després d'organitzar els continguts sobre cerimònies, escrigueren sobre la música.  El rei estava preocupat perquè es perdien els estils musicals de Goryeo i alguns tipus d'instruments de l'Antiguitat. El llibre inclou instruments, rituals formals, la manera de tocar i també lletres de cançons.
Durant la invasió japonesa (1592-1598) els instruments i algunes dades sobre música foren destruïts, tot i que, afortunadament, alguns volums se'n salvaren, i se'n pogueren tornar a publicar als 1610, 1655 i 1743. Com que les jerarquies socials foren arrasades per la gran guerra, l'autoritat reial necessitava restaurar els rituals confucianistes, i restituir les bases musicals perquè la guerra havia causat una deterioració en l'art palatí. El 2022, el llibre es va registrar com a document d'interès nacional.

## Contingut
- Volum 1: tracta sobre la teoria de la música tradicional coreana, la seua melodia i mètode de càlcul.
- Volum 2: composició i ubicació de cada instrument en la cerimònia nacional.
- Volum 3: tracta sobre les músiques de Goryeo (música cortesana i pública).
- Volum 4: mostra de música reial.
- Volum 5: mostra de música popular.
- Volum 6 i 7: consten de tres parts: Introducció als instruments musicals Abu, Introducció als instruments musicals Dangbu i Introducció als instruments musicals Hyangbu. Els instruments dividits en Abu, Dangbu i Hyangbu s'expliquen fil per randa amb imatges.
- Volum 8: tracta sobre instruments usats en els rituals i temes relacionats.
- Volum 9: descriu els uniformes dels artistes, com ara músics i ballarins, i en documenta mesures detallades.